# Chamaedorea rosibeliae
Chamaedorea rosibeliae är en enhjärtbladig växtart som beskrevs av Hodel, G.Herrera och Casc. Chamaedorea rosibeliae ingår i släktet Chamaedorea och familjen Arecaceae. Inga underarter finns listade i Catalogue of Life.